# Christoph Mohr
Christoph Mohr (* 14. Oktober 1973 in Lörrach) ist ein deutscher Fotograf und Autor.

## Leben und Werk
Christoph Mohr lebt und arbeitet seit 1998 in Köln, wo er unter anderem für die Kinofilme Lammbock und Das Wunder von Bern sowie für die Dokumentarfilme Soldatenglück und Gottes Segen und Der große Ausverkauf als Kameraassistent tätig war und für die Stand- und Recherchefotografie zuständig war. Im Laufe der Jahre nahm die Fotografie einen immer größeren Stellenwert in seiner Arbeit ein und er arbeitet freiberuflich für diverse Bildagenturen und Verlage sowie für die Deutsche Presseagentur. Sein Fokus liegt auf kultureller, politischer und gesellschaftlicher Dokumentarfotografie sowie auf Landschaftsfotografie und urbaner Fotografie.
2011 gewann er den ersten Preis des Fotowettbewerbs „Green Beijing in the Eyes of Foreign Friends“. Im Rahmen des Chinajahres 2012 in Köln gestaltete er die Fotoausstellungen „Menschen und Kulissen, 8x8 Bilder aus China“ inklusive eines gleichnamigen Katalogs in der Alten Feuerwache und „Spaziergang durch Peking“ im Maritim Hotel Köln.
Neben diversen Reiseführern bei unterschiedlichen Verlagen entstanden unter anderem der Bildband Heilige Stätten des Buddhismus (2021) und der 2023 zweisprachig in deutscher und englischer Sprache erschienene multimediale Bildband Megacities beim teNeues Verlag, für welchen er Idee und Konzept entwarf sowie zahlreiche Interviews durchführte.